# إزميرالدا ديفلين
إزميرالدا "إس" ديفلين (من مواليد 24 سبتمبر 1971) هي فنانة إنجليزية ومصممة مسرح، تعمل في مجموعة من الوسائط ، غالبًا ما ترسم إبداع وأداء واسعة النطاق تدمج الموسيقى الضوء في أطار حركي.

## نشأتها
ولدت إزميرالدا ديفلين في كينغستون أبون تيمز، لندن في 24 سبتمبر 1971. درست الأدب الإنجليزي في جامعة بريستول، تلتها دورة تأسيسية في الفنون الجميلة في سنترال سانت مارتينز وتخصصت في النهاية في تصميم المسرح. أثناء دراستها أعدت الدعائم لو سيرك إنفيزيبل ، شركة السيرك التي أسستها فيكتوريا شابلن وزوجها جان بابتيست تييري.